# David Van der Gulik
David Van der Gulik (* 20. April 1983 in Abbotsford, British Columbia) ist ein ehemaliger kanadischer Eishockeyspieler, der im Verlauf seiner aktiven Karriere zwischen 2002 und 2016 unter anderem 49 Spiele für die Calgary Flames, Colorado Avalanche und Los Angeles Kings in der National Hockey League (NHL) auf der Position des linken Flügelstürmers bestritten hat. Darüber hinaus absolvierte Van der Gulik über 579 weitere Partien in der American Hockey League (AHL) und war eine Spielzeit für die Düsseldorfer EG in der Deutschen Eishockey Liga (DEL) aktiv.

## Karriere

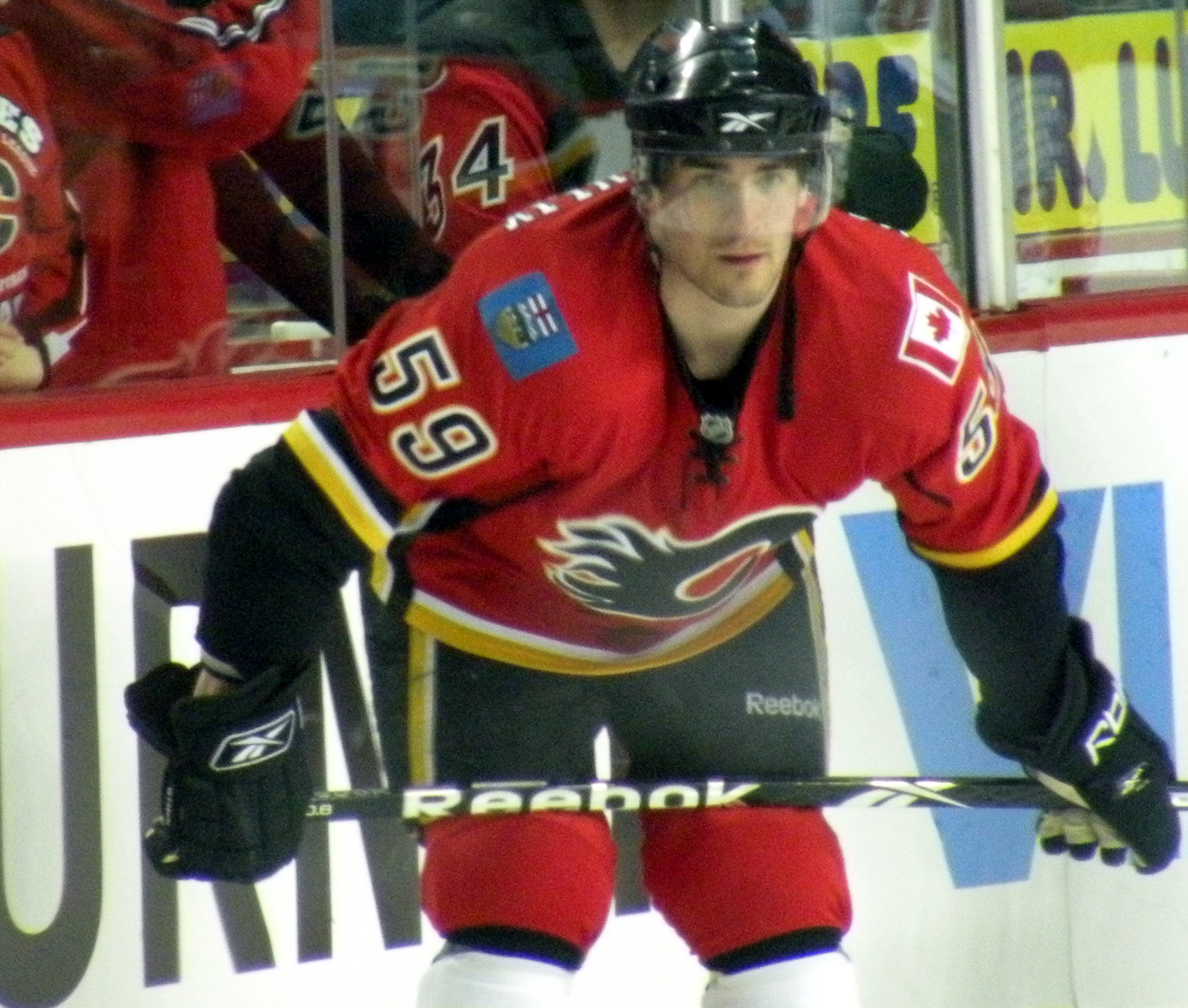
Van der Gulik im Trikot der Calgary Flames (2009)

David Van der Gulik begann seine Karriere als Eishockeyspieler bei den Chilliwack Chiefs, für die er von 2000 bis 2002 in der British Columbia Hockey League (BCHL) aktiv war. Anschließend wurde er im NHL Entry Draft 2002 in der siebten Runde als insgesamt 206. Spieler von den Calgary Flames aus der National Hockey League (NHL) ausgewählt. Zunächst spielte der Angreifer jedoch vier Jahre für die Mannschaft der Boston University, ehe er vor der Saison 2006/07 in den Kader von Calgarys damaligem Farmteam, der Omaha Ak-Sar-Ben Knights aus der American Hockey League (AHL), aufgenommen wurde. Nachdem er in der folgenden Spielzeit ausschließlich das neue AHL-Farmteam, die Quad City Flames, auf dem Eis stand, gab er am 27. Februar 2009 im Spiel gegen die Minnesota Wild für Calgary sein Debüt in der NHL.
Im Juli 2010 unterschrieb der Angreifer als Free Agent einen Vertrag bei der Colorado Avalanche. Nachdem er die Saison 2010/11 im NHL-Kader der Avalanche begonnen hatte und in fünf Spielen zum Einsatz gekommen war, wurde Van der Gulik zu den Lake Erie Monsters in die AHL geschickt. In den folgenden Jahren wechselte er regelmäßig zwischen NHL und AHL, ohne sich jedoch wirklich im NHL-Kader durchzusetzen.
Nach vier Jahren in Colorado wurde sein auslaufender Vertrag nicht verlängert, sodass er sich im Juli 2014 abermals als Free Agent den Los Angeles Kings anschloss. Für die Kings absolvierte der Linksschütze in der Saison 2014/15 nur ein Spiel in der NHL, gewann aber mit deren Kooperationspartner Manchester Monarchs in der AHL den Calder Cup. Im November 2015 entschied sich Van der Gulik für einen Wechsel nach Europa und unterschrieb einen Vertrag bis zum Ende der Saison 2015/16 bei der Düsseldorfer EG aus der Deutschen Eishockey Liga (DEL). Anschließend zog sich der 33-Jährige aus dem aktiven Profisport zurück.

## Erfolge und Auszeichnungen
| - 2001 BCHL Coastal Rookie of the Year - 2006 Hockey-East-Meisterschaft mit dem Boston College - 2006 Hockey East Tournament MVP | - 2006 Hockey East All-Tournament Team - 2015 Calder-Cup-Gewinn mit den Manchester Monarchs |

## Karrierestatistik
(Legende zur Spielerstatistik: Sp oder GP = absolvierte Spiele; T oder G = erzielte Tore; V oder A = erzielte Assists; Pkt oder Pts = erzielte Scorerpunkte; SM oder PIM = erhaltene Strafminuten; +/− = Plus/Minus-Bilanz; PP = erzielte Überzahltore; SH = erzielte Unterzahltore; GW = erzielte Siegtore; 1 Play-downs/Relegation; Kursiv: Statistik nicht vollständig)